# وست پوینت (یوتا)
وست پوینت (به انگلیسی: West Point) شهری در ایالت یوتا کشور ایالات متحده آمریکا است که جمعیت آن در سرشماری سال ۲۰۱۰ میلادی، ۹٬۵۱۱ نفر بوده‌است.